# Nicola Albani
Nicola Albani (San Marino, 15 april 1981) is een San Marinees voetballer, die als verdediger speelt.

## Carrière

### Clubs
- 2007/heden -  Olympia Secchiano
- 2006/2007 -  Saludecio Calcio
- 2005/2006 -  AC Juvenes/Dogana
- 2003/2005 -  SS Murata
- 2002/2003 -  AC Tropical Coriano
- 2000/2003 -  SS Murata

Albani speelt sinds 2001 voor de nationale ploeg.